# Uraporia caudata
Uraporia caudata là một loài ruồi trong họ Tachinidae.